# Somebody Told Me
Somebody Told Me è una canzone composta dai The Killers. È presente nell'album di debutto del gruppo Hot Fuss ed è stata scritta da Dave Keuning, Ronnie Vannucci, Mark Stoermer e Brandon Flowers. È il secondo singolo estratto.
La canzone viene nominata nel romanzo di Paolo Giordano La solitudine dei numeri primi.
Di questo brano è stata fatta una cover da parte dei Måneskin, sesto brano dell'album Chosen pubblicato nel 2017 e dal gruppo statunitense Motionless In White nel 2020